# Minseitō
El Minseitō (民政党?   ”Partido del Gobierno Civil” o “Partido del Buen Gobierno”) fue un partido político japonés que tuvo una existencia efímera en 1998. Fue un partido centrista y reformista surgido de la unión de pequeños partidos en enero de 1998 y en abril del mismo año este se convirtió en parte del Partido Democrático de Japón. No hay que confundirlo con el Rikken Minseitō (Partido Democrático Constituional), un partido político japonés de la preguerra que existió entre 1927 y 1940.

## Historia
El Minseitō se componía de diversos partidos pequeños que surgieron tras el colapso del Nuevo Partido de la Frontera en 1996. Estos grupos eran:
- El Partido del Sol (太陽党 Taiyōtō?), liderado por Tsutomu Hata;
- La Voz del Pueblo ( 国民の声 Kokumin no Koe?), liderado por Michihiro Kano;
- El grupo de independientes conocido como Desde Cinco (フロムファイブ Furomu Faibu?), dirigido por Morihiro Hosokawa.

Poco después de su unión, el 23 de enero de 1998, el Minseitō se volvió parte del Partido Democrático de Japón,  junto con el Shintō Yuai ( 新党友愛?) y el Partido de la Reforma Democrática (民主改革連合 Minshu-Kaikaku-Rengō?). Hata, Kano y Hosokawa asumieron roles importantes en el desarrollo del PDJ como el partido de oposición más grande en Japón.